# Tomo Medved
Tomo Medved (Cetingrad, 17. ožujka 1968.), umirovljeni brigadni general Hrvatske vojske, aktualni ministar branitelja u službi od 21. ožujka 2016. te potpredsjednik Vlade u službi od 23. srpnja 2020. godine.

## Životopis
Rođen je u Šiljkovači u općini Cetingrad. Završio je srednju strojarsku školu, radio u Hrvatskim željeznicama.
Po stručnoj spremi Medved je stručni prvostupnik, završio je poslovnu ekonomiju i financije na veleučilištu Baltazar u Zaprešiću, te govori engleski jezik.
U studenom 1990. kao dragovoljac se javio u postrojbu Jedinice za posebne namjene MUP-a u Rakitje.
Iduće godine je postavljen na dužnost zapovjednika voda u 2. bojni 1. gardijske brigade, a kasnije i zapovjednika satnije. 
Tri puta je ranjen. Prvi put, na početku Domovinskog rata, 16. kolovoza 1991. godine, na zapadnoslavonskom ratištu, kada je tijekom borbe pogođen gelerom u pluća. Drugi put, u listopadu 1991. godine u Pokupskom kada je zadobio prostrijelnu ranu nadlaktice. To je, kažu, smatrao ogrebotinom i nije želio napustiti suborce ni pod koju cijenu. I treći put, u lipnju 1992. kada ga je u zaleđu Dubrovnika dohvatio geler u blizini kralježnice.
Nakon Domovinskog rata obnašao je visoke dužnosti u sastavu Oružanih snaga, a u srpnju 2006. preuzeo je dužnost savjetnika načelnika Glavnog stožera OS za kopnenu vojsku. Bio je načelnik Uprave za personalne poslove Glavnog stožera.
U čin brigadnog generala promaknut je 2009. godine. Umirovljen je na vlastiti zahtjev 2011. godine.
Završio je Zapovjedno-stožernu školu Blago Zadro, Ratnu školu ban Josip Jelačić te Defence Language Institute u SAD-u.
Odlikovan je s nizom najviših državnih odličja poput Reda kneza Domagoja s ogrlicom, Redom hrvatskog križa, Redom hrvatskog trolista, Spomenicom domovinske zahvalnosti za 5 i 10 godina, Medaljom za sudjelovanje u operaciji "Ljeto '95".
Imao je dvojcu braće i petoro sestara. Oba brata, stariji Milan i mlađi Ivan bili su dragovoljci Domovinskog rata. Milan je poginuo u poslijednim danima rata tijekom Operacije Oluja. Ivan je djelatna vojna osoba u Oružanim snagama.
Član je HDZ-a, a aktivno je sudjelovao u prosvjedu branitelja u Savskoj 66.
Predsjednik je Udruge veterana Tigrova te član HDZ-ovog Odbora za branitelje.
Otac je troje djece.
Premijer Tihomir Orešković ga je 15. ožujka 2016. na konferenciji za novinare predstavio kao novog ministra branitelja, a Hrvatski sabor ga je na konstituirajućoj sjednici potvrdio 21. ožujka 2016. s 88 glasova podrške.

## Odlikovanja
| Hrvatska | Red kneza Domagoja               |  |
| Hrvatska | Red hrvatskog križa              |  |
| Hrvatska | Red hrvatskog trolista           |  |
| Hrvatska | Spomenica domovinske zahvalnosti |  |
| Hrvatska | Medalja Ljeto '95                |  |
| Izvor:   |                                  |  |

## Vanjske poveznice
- Vlada Republike Hrvatske: Tomo Medved, potpredsjednik Vlade i ministar hrvatskih branitelja ([https://vlada.gov.hr/o-vladi/clanovi-vlade/clanovi-vlade-128/tomo-medved/18618 arhivirano 29. studenoga 2022.)